# Villaverde de la Peña

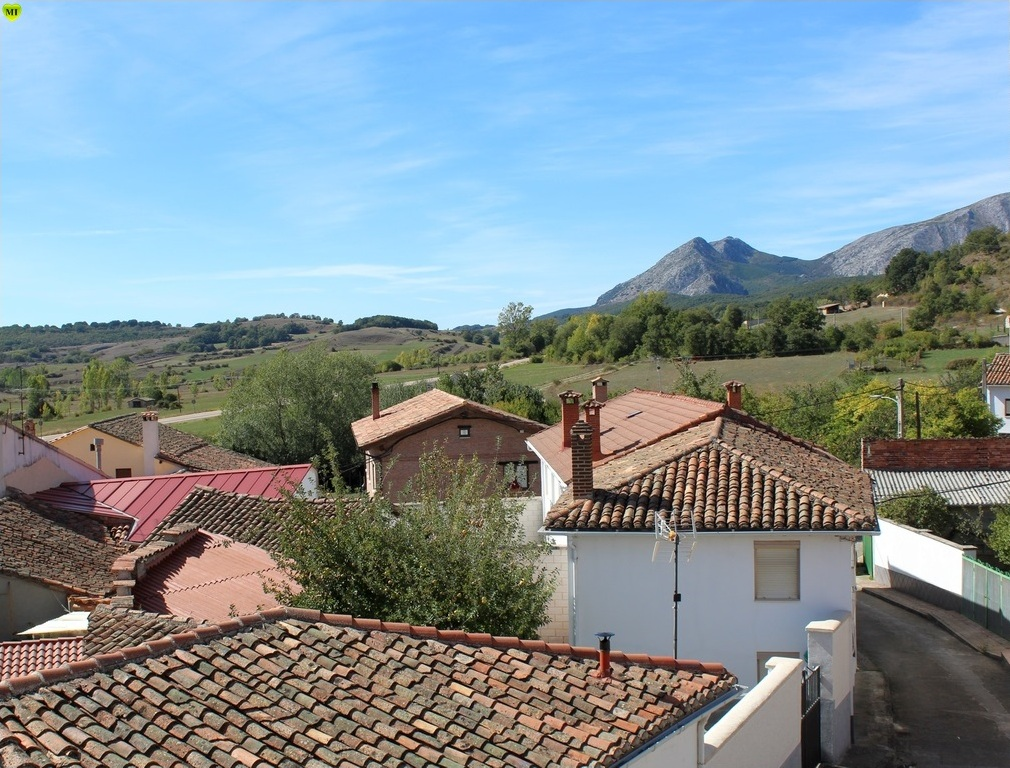
Vista desde el campanario de la iglesia

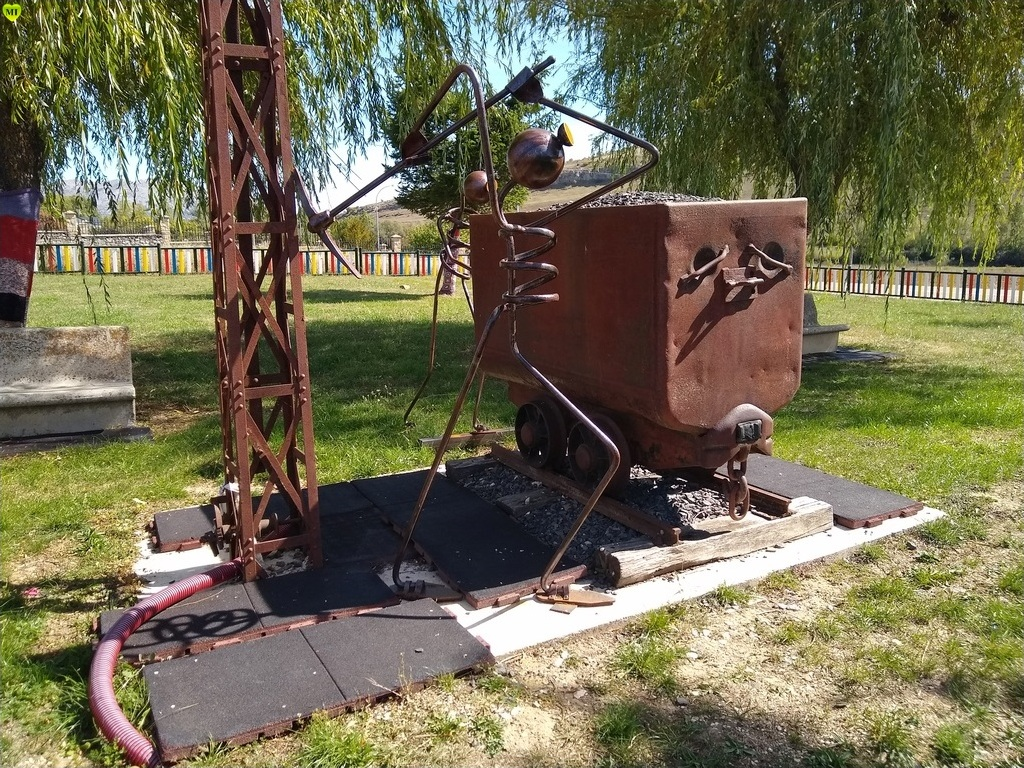
Parque Sitines

Villaverde de la Peña es una localidad y también una pedanía pertenecientes al municipio de Santibáñez de la Peña, en la provincia de Palencia, comunidad autónoma de Castilla y León, España. 

## Geografía
Situada al pie de las montañas del Brezo, en terreno áspero y quebrado; confina con los pueblos de Villafría, Priorato de San Román, Aviñante y Velilla de Tarilonte, clima frío. Altitud : 1162 m.

### Comunicaciones
Carretera autonómica  CL-626  de donde parte la carretera provincial   PP-2244 , que recorriendo 1500 metros nos conduce a la estación de Villaverde-Tarilonte en el ferrocarril de la Robla (pk-113)-

## Demografía
Evolución de la población en el siglo XXI
| Gráfica de evolución demográfica de Villaverde de la Peña entre 2000 y 2020 |
|                                                                             |
| Población de derecho (2000-2020) según el padrón municipal del INE          |

## Descripción deSebastán de Miñano
Lugar de realengo de España, provincia de Palencia, partido de Carrión, Regidor Pedáneo, 42 vecinos, 148 habitantes, 1 parroquia.

## Historia

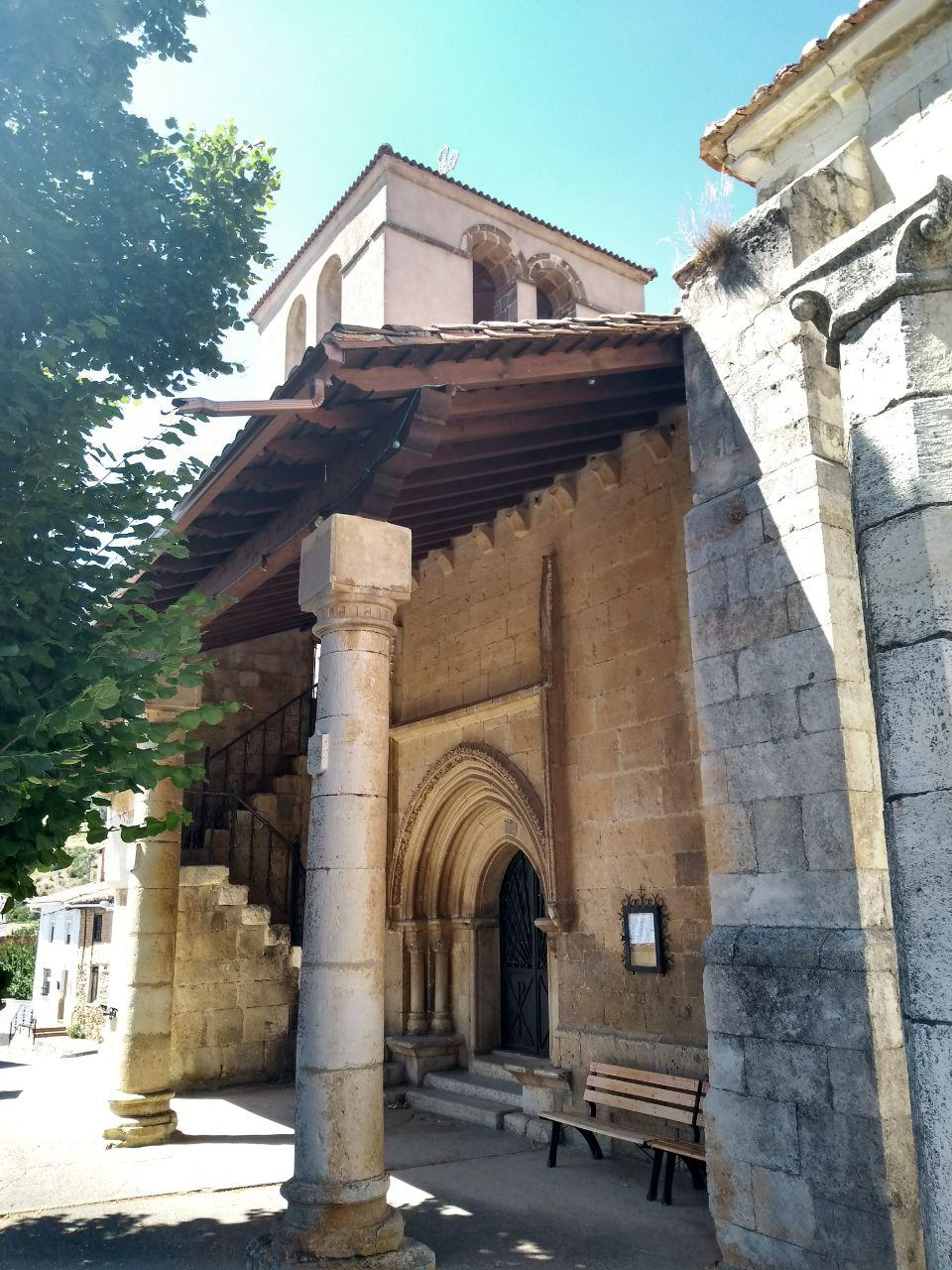
Iglesia de Nuestras Señora de las Candelas. Portada gótica del.

A la caída del Antiguo Régimen la localidad se constituye en municipio constitucional, conocido entonces como Villaoliva y que en el censo de 1842 contaba con 19 hogares y 99 vecinos, para posteriormente integrarse en Respenda de la Peña. En la actualidad pertenece al Ayuntamiento de Santibáñez de la Peña.

## Economía
Minería de antracita en Pozo Pedruscales y Requejada.